# 法医学教室の事件ファイル
『法医学教室の事件ファイル』（ほういがくきょうしつのじけんファイル）は、テレビ朝日系で放送されていたテレビドラマシリーズ。港南医科大学法医学教室教授、二宮早紀の活躍を描く。主演は名取裕子。
1992年と1993年に「木曜ドラマ」枠（木曜 21:00 - 21:54）で放送された連続ドラマ2作を経て、1994年から2015年まで「土曜ワイド劇場」で、2016年に「土曜プライム・土曜ワイド劇場」で、2017年に「ミステリースペシャル」で、2018年、2019年、2020年に「日曜プライム・ドラマスペシャル」で、それぞれに放送された。
タイトルは『法医学教室の事件ファイル』（第1シリーズ - 第2シリーズ） → 『新・法医学教室の事件ファイル』（第1作 - 第4作） → 『法医学教室の事件ファイル』（第5作 - 第47作）
本項での「第○作」は単発ドラマを表す。
作品の時間軸は、第1シリーズ → スペシャル → 第2シリーズ → 第1作〜。

## 概要
法医学を駆使して事件捜査に当たる法医学者・二宮早紀とその夫であり神奈川県警横浜東警察署の警部・二宮一馬の活躍を描く。シリーズが長期に及んでいるため、登場人物の肩書きや立ち位置も回を追うごとに変化している。
連続ドラマ版と2時間ドラマ版では若干レギュラー出演者に変更（法医学教室のメンバー等）があるが、連続ドラマ第1作からほぼ同じ出演者・スタッフで続いている長寿シリーズである。連続ドラマ時代は一馬役の宅麻伸が主題歌を担当した。また、連続ドラマ時代のエピソード全23話のうち10話が小説化され、二見文庫から発売された。

## 登場人物

### 二宮家
二宮早紀
演 - 名取裕子
港南医科大学法医学教室 准教授 → 教授。
一度、妊娠したが流産、その後愛介を出産。
愛介が伊吹南と入籍し、孫を授かる。
望月七海
演 - 由紀さおり（第23作 - ）
一馬の叔母。
二宮愛介
演 - 小林俊平（第1作）、坂口駿（小学生：第2作 - 第18作）、佐野和真（高校生・大学生・成人期：第21作 - ）（幼少期：中西龍雅〈第30作〉）
一馬・早紀の一人息子。
伊吹南と交際、その後妊娠が分かり入籍する。
二宮南
演 - 中村静香（第36作 - ）
港南医科大学法医学教室 助手→助教。早紀の門下生。
二宮愛介と交際、その後妊娠が分かり入籍、出産する。
役名は第46作まで「伊吹南」、第47作以降は「二宮南」。
二宮心
演 - 上澤桜苺（第46作）、山中美子葉（第47作）
愛介と南の娘。
二宮芙佐江
演 - 岸田今日子（第2シリーズ / 第7作・第10作・第22作）
一馬の母。元教師。
二宮一馬
演 - 宅麻伸
神奈川県警横浜東警察署刑事課 刑事。階級は警部補 → 警部。
早紀の夫。
息子の愛介が伊吹南と入籍し、孫を授かる。

### 港南医科大学法医学教室
水野
演 - 片岡信和（第44作 - ）
助手。

### 神奈川県警横浜東警察署刑事課
大石貴一
演 - 浜博文（第2作 - ）
刑事。一馬の部下。
小池勇樹
演 - 川口勝也（第2作 - ）
刑事。一馬の部下。
芝山（柴山）
演 - 坂口泰輔（第9作 - 第15作）、竹原圭祐（第16作）、橋本裕介（第17作 - ）
刑事。一馬の部下。第9作から第11作は「柴山」の名前で登場。
三浦
演 - 城田浩司（第24作 - 第30作）、竹内和彦（第33作 - ）
刑事。

## スタッフ

### 連続ドラマ
- 脚本 - 今井詔二、桃井章、大原豊、相葉芳久（第2シリーズ）
- 音楽 - 岩間南平
- 監督 - 山本邦彦、安室修、久保田延廣、鈴木一平（第2シリーズ）
- 主題歌
  - 第1シリーズ - TWINZER「LEAVE ME ALONE」[1]
  - 第2シリーズ - 宅麻伸「同じ時代に生まれて」[2]、小林登美子「ささやかな奇跡」
- 法医学監修 - 西丸與一（横浜市立大学医学部名誉教授）
- プロデューサー - 高戸晨一（テレビ朝日）、浦井孝行（国際放映）、市川秀喜（国際放映 / 第1シリーズ）、高橋浩太郎（テレビ朝日 / 第2シリーズ）、伊藤義彦（国際放映 / 第2シリーズ）
- 制作 - テレビ朝日、国際放映

### 2時間ドラマ（スタッフ）
- 脚本 - 今井詔二、桃井章、坂田義和、旺季志ずか、外村朋子
- 音楽 - 岩間南平
- 監督 - 山本邦彦（第1作 - 第10作・第12作 - 第40作・第42作 - ）、久保田延廣（第11作）、長尾啓司（第41作）
- 主題歌 - 宅麻伸「同じ時代に生まれて」
  - いわゆるカラオケバージョンであり、「土曜ワイド劇場」での主題歌導入以前まで使用された。
- 法医学監修 - 西丸與一（横浜市立大学医学部名誉教授）※カメオ出演
- ゼネラルプロデューサー - 関拓也[3]（第44作 - ）
- 現プロデューサー - 山川秀樹[3]（テレビ朝日）、川上泰弘、伊藤由彦[3]（国際放映）
- 旧プロデューサー - 今木清志（テレビ朝日）、高戸晨一（テレビ朝日）、菊池恭（テレビ朝日）、松本基弘（テレビ朝日）、稲垣健司（テレビ朝日）、高橋浩太郎（テレビ朝日）、浦井孝行（国際放映）、櫻井美恵子（東宝映画）
- 制作 - テレビ朝日、国際放映（第1作 - 第43作）、東宝映画（第44作 - ）
  - 放映開始から企画制作を担当していた国際放映が2018年5月末をもってテレビドラマ制作から撤退したため、国際放映側のプロデューサーの櫻井美恵子が東宝映画に移籍し、東宝映画の作品として引き継いだ。

## 放送日程

### 第1シリーズ
- 制作局・テレビ朝日を含む同時ネット局は17局だった。

| 話数                                                                         | 放送日        | サブタイトル              | 脚本     | 監督       | 視聴率 |
| ---------------------------------------------------------------------------- | ------------- | ------------------------- | -------- | ---------- | ------ |
| FILE-1                                                                       | 1992年7月02日 | 女医の対決！血液型の謎    | 今井詔二 | 山本邦彦   | 14.7%  |
| FILE-2                                                                       | 7月09日       | 他殺か病死か?! 新妻の復讐 | 今井詔二 | 山本邦彦   | 11.7%  |
| FILE-3                                                                       | 7月23日       | 死体現象の謎?! 女医の決断 | 桃井章   | 安室修     | 14.0%  |
| FILE-4                                                                       | 7月30日       | 死体は誘拐犯?! 女医の選択 | 今井詔二 | 安室修     | 09.2%  |
| FILE-5                                                                       | 8月06日       | 女検事の執念！女医の嫉妬  | 桃井章   | 山本邦彦   | 10.5%  |
| FILE-6                                                                       | 8月20日       | 死体を抱く妻!? 女医の困惑 | 今井詔二 | 山本邦彦   | 12.6%  |
| FILE-7                                                                       | 8月27日       | 過労死の秘密!? 女医の疑惑 | 桃井章   | 安室修     | 12.3%  |
| FILE-8                                                                       | 9月03日       | 二度死んだ女!? 女医の危機 | 大原豊   | 安室修     | 15.7%  |
| FILE-9                                                                       | 9月10日       | 自作自演の死!? 女医の追求 | 今井詔二 | 久保田延廣 | 13.6%  |
| FILE-10                                                                      | 9月17日       | 幼女に殺意が!? 女医の苦悩 | 桃井章   | 山本邦彦   | 15.2%  |
| LAST-FILE                                                                    | 9月24日       | 夫が撃たれた!! 女医の祈り | 今井詔二 | 山本邦彦   | 13.9%  |
| 平均視聴率 13.0%（視聴率はビデオリサーチ調べ、関東地区・世帯・リアルタイム） |               |                           |          |            |        |

### スペシャル
- 制作局・テレビ朝日を含む同時ネット局は19局だった[注 1]。
- 視聴率はビデオリサーチ調べ、関東地区・世帯・リアルタイム。

| 放送日       | サブタイトル                                      | 脚本     | 監督   | 視聴率 |
| ------------ | ------------------------------------------------- | -------- | ------ | ------ |
| 1993年4月8日 | 女医に届いた挑戦状!! レイプ・バラバラ殺人死体の謎 | 今井詔二 | 安室修 | 13.5%  |

### 第2シリーズ
- 制作局・テレビ朝日を含む同時ネット局は前述のスペシャルと同様に19局だった。

| 話数                                                                         | 放送日        | サブタイトル                     | 脚本     | 監督       | 視聴率 |
| ---------------------------------------------------------------------------- | ------------- | -------------------------------- | -------- | ---------- | ------ |
| 第1話                                                                        | 1993年7月01日 | 死体の復讐!? 女医の挑戦          | 今井詔二 | 山本邦彦   | 11.8%  |
| 第2話                                                                        | 7月08日       | 焼かれた指紋!! 双子美人姉妹の愛… | 今井詔二 | 山本邦彦   | 11.1%  |
| 第3話                                                                        | 7月15日       | 可能性殺人の謎?! 女医の推理      | 桃井章   | 安室修     | 09.9%  |
| 第4話                                                                        | 7月22日       | 刑事が過労死!! 夫婦の危機        | 相葉芳久 | 安室修     | 08.7%  |
| 第5話                                                                        | 7月29日       | 蘇る墜落死体!? 女医の反撃        | 今井詔二 | 久保田延廣 | 12.0%  |
| 第6話                                                                        | 8月05日       | 心中!? 疑惑の夫 女医の執念       | 桃井章   | 安室修     | 11.8%  |
| 第7話                                                                        | 8月19日       | 録画された殺人?! 女医の痛み      | 今井詔二 | 安室修     | 09.5%  |
| 第8話                                                                        | 8月26日       | 変死体の告発!! 女医の苦悩        | 大原豊   | 鈴木一平   | 10.1%  |
| 第9話                                                                        | 9月02日       | 嘘をつく死体!? 女医の追及        | 今井詔二 | 安室修     | 14.8%  |
| 第10話                                                                       | 9月09日       | 血痕と凶器の謎!? 女医の対決      | 今井詔二 | 久保田延廣 | 13.9%  |
| 第11話                                                                       | 9月16日       | 解剖所見ゼロ!? 女医の困惑        | 相葉芳久 | 安室修     | 10.8%  |
| 最終話                                                                       | 9月23日       | 電撃死体の罠!! 女医の決断        | 今井詔二 | 安室修     | 12.3%  |
| 平均視聴率 11.4%（視聴率はビデオリサーチ調べ、関東地区・世帯・リアルタイム） |               |                                  |          |            |        |

### 2時間ドラマ
- 第1作〜第4作までは「新・法医学教室の事件ファイル」のタイトルで放送。
- 第20作、21作、24作、35作、40作、45作、46作は「法医学教室の事件ファイル・スペシャル」として放送[注 2]
- 第7作、第34作、第35作、第37作、第40作は21時00分から23時21分までの放送。
- 第7作は、「土曜ワイド劇場 20周年特別企画」として放送。
- 第16作は、「土曜ワイド劇場 25周年記念スペシャル」として放送。
- 第18作は、「テレビ朝日 開局45周年企画」として放送。
- 第22作は、岸田今日子の遺作となった。
- 第23作は、「土曜ワイド劇場 30周年特別企画」として放送。
- 第33作は、撮影中、出演していた田中実が自死したことにより、代役を立てて取り直した。
- 第35作は、「土曜ワイド劇場 35周年特別企画」、および「放送開始20周年・記念作品」として放送。
- 第40作は、「40回記念」として放送。
- 第38作は2017年5月28日の『日曜ワイド』にて、「ミステリー傑作選」として短縮版を放送。
- 第43作は、1993年7月クールでの連続ドラマ・第2シリーズ以来、制作局のテレビ朝日を含む全国ネットでの同時ネットによる放送が、木曜としては24年ぶりに行われた[注 3]。
- 第47作は、「30周年記念スペシャル」。これは放送30周年という意味ではなく、早紀と一馬が結婚30年目を迎えたという意味合いである。[注 4]
- トリプルネット局のテレビ宮崎は、土曜時代は基本的に2日遅れの月曜のほぼ同時刻での放送だったが、木曜そのものについては4日遅れの月曜21・22時台に放送されており、月曜の遅れネットでの放送は変わっていない。

| 話数 | 放送日         | サブタイトル | 脚本                | 監督       | 視聴率 |
| ---- | -------------- | --- | ------------------- | ---------- | ------ |
| 1    | 1994年07月09日 | 死体が嘘をついた!? 女医が解剖する殺人トリック！ | 今井詔二            | 山本邦彦   | 19.1%  |
| 2    | 1995年04月22日 | 死体が盗まれた!! 女医が暴いた偽装殺人のカルテ | 今井詔二            | 山本邦彦   | 14.5%  |
| 3    | 7月22日        | 死斑が2度動く!? 女医が視た連続通り魔の秘密 | 今井詔二            | 山本邦彦   | 18.0%  |
| 4    | 1996年05月11日 | バラバラ死体が無実の証拠に!? 女医が信じた殺人犯 | 今井詔二            | 山本邦彦   | 20.0%  |
| 5    | 10月26日       | 北海道登別の水族館に死体が漂う！女医が暴いた偽装鑑定の謎… | 今井詔二            | 山本邦彦   | 16.8%  |
| 6    | 1997年04月05日 | 妻は自殺した翌日に夫を殺した…!? 女医が暴いた東京湾漂流死体の謎 | 桃井章              | 山本邦彦   | 18.2%  |
| 7    | 1998年01月03日 | 女医を愛した男は元日に殺される！ 姿を見せない真犯人が仕組んだ“笑いの樽”のトリックを暴く… | 今井詔二            | 山本邦彦   | 14.2%  |
| 8    | 5月09日        | 真犯人も知らない“温かい死体”の謎！ | 坂田義和            | 山本邦彦   | 20.5%  |
| 9    | 10月31日       | 死体が、自殺する?! 女医が目撃した不倫OL飛び降り心中の謎！ おもちゃの人形にヒントが | 今井詔二            | 山本邦彦   | 17.7%  |
| 10   | 1999年01月02日 | 北国のお雑煮と銃弾が無実の証拠に！連続射殺魔を信じた女医の執念 | 今井詔二            | 山本邦彦   | 13.7%  |
| 11   | 6月26日        | 空気注射で殺された女探偵！死体に残った尿がトリックを暴く… 女医と刑事に仕組まれた死亡推定時刻の罠 | 坂田義和            | 久保田延廣 | 17.5%  |
| 12   | 2000年07月01日 | 呪いの文字を全身に書かれた死体！ 連続殺人の謎をめぐる女医VS人気女占い師の対決 | 今井詔二            | 山本邦彦   | 13.6%  |
| 13   | 2001年02月03日 | 死んだ女が復讐殺人？悪用された検屍報告！女医が暴いた消えないアザの謎!! | 今井詔二            | 山本邦彦   | 17.1%  |
| 14   | 5月26日        | 夫が二人？DNA鑑定殺人事件の謎！女医が暴いた半円形の傷の秘密!! | 今井詔二            | 山本邦彦   | 17.3%  |
| 15   | 12月08日       | 自分の死体を解剖した女医!? DNAが証明した一人の娘に三人の親の謎… | 今井詔二            | 山本邦彦   | 13.9%  |
| 16   | 2002年07月13日 | 監察医VS鑑識官 女二人の熱い闘い！2つの血液型を持つ体の完全犯罪！ | 今井詔二            | 山本邦彦   | 21.0%  |
| 17   | 2003年04月05日 | “笑う自殺者”の謎 息子を失くした女記者vs女医の対決！ 黒と白の繊維が殺人複合トリックに | 今井詔二            | 山本邦彦   | 19.8%  |
| 18   | 11月08日       | 真犯人は法医学者？見えない血痕と逆さまの傷跡…… 女医が堕ちた完全犯罪の罠 | 今井詔二            | 山本邦彦   | 16.5%  |
| 19   | 2004年05月29日 | 死体の顔は別の顔？謎の整形美女殺人 女医が暴いた2つの銃創の真実！ | 今井詔二            | 山本邦彦   | 15.3%  |
| 20   | 10月23日       | 疑惑の美人ナース“殺された恋人は身元不明？” 開きすぎた瞳孔の謎に挑む二人の女医 | 今井詔二 旺季志ずか | 山本邦彦   | 19.0%  |
| 21   | 2005年06月25日 | 集団自殺サイトで狙われた獲物！ “水槽に浮かぶ死美人”を追った殉職刑事の執念 | 今井詔二            | 山本邦彦   | 14.2%  |
| 22   | 2006年01月28日 | 指紋は二度嘘をつく!? 女医も鑑識官も知らない“柔らかい指の謎” | 坂田義和            | 山本邦彦   | 15.6%  |
| 23   | 10月07日       | バス大爆破心中!! 恋人の死体が自分でバスに乗った!? 疑惑の検事と女医の対決…二つの電流痕の謎 | 今井詔二            | 山本邦彦   | 16.0%  |
| 24   | 2007年02月24日 | バレリーナは、二度殺される!? 打撲痕15センチ幅の謎…狙われた女性警部の秘密 | 今井詔二            | 山本邦彦   | 15.1%  |
| 25   | 10月13日       | 北九州〜横浜 配達された解剖遺体…女医二人が鑑定対決！魚のトゲに疑惑が!? | 今井詔二            | 山本邦彦   | 14.4%  |
| 26   | 2008年05月10日 | 豪華クルーザー殺人パーティー！狙われたのは女医か？女優か？ ガラスの擦り傷と猫のDNAが複合殺意を解く！ | 今井詔二            | 山本邦彦   | 14.2%  |
| 27   | 11月22日       | 襲われた婚約者！死後硬直のズレと電流痕の謎… 女医と警察犬に臭気判別「0回答」の罠!! | 今井詔二            | 山本邦彦   | 14.9%  |
| 28   | 2009年02月14日 | 整形美女は二度殺される!? 致死量失血の謎!! 疑惑の警視正vs女医！皮膚組織と銃弾に秘密が… | 今井詔二            | 山本邦彦   | 17.2%  |
| 29   | 8月15日        | 自殺した妻は翌年夫に復讐する!? 気温25℃で凍死の謎… 盗撮ビデオが暴く女子大の表と裏 | 今井詔二            | 山本邦彦   | 15.8%  |
| 30   | 2010年01月09日 | 女医VS水曜日の絞殺魔！蟻の死体解剖が殺人トリックを暴く 砂糖＋コーンスターチ殺意の合成 | 今井詔二            | 山本邦彦   | 13.7%  |
| 31   | 9月25日        | 殺人犯は私の夫!? 絶体絶命の女医VS疑惑の新妻！ OKサインを出す死体…謎の爪痕と『深さ＝速度÷距離』の検証 | 今井詔二            | 山本邦彦   | 15.0%  |
| 32   | 2011年01月22日 | アラフォー同窓会に届いた冷凍遺体！女医VS元・女子高教師23年目の秘密？ 傷口のギザギザ線と歯の矯正具の謎！                                                                                                   | 今井詔二            | 山本邦彦   | 15.0%  |
| 33   | 6月11日        | 自分に復讐する母!? 猫の噛み痕とステーキの謎… 犯人が傷の中に傷を隠した理由 | 今井詔二            | 山本邦彦   | 16.4%  |
| 34   | 2012年02月11日 | 判決の報酬!! 誘拐された裁判長…女医vsくちびるを読む妻！ 疑惑の音声分析？破れた鼓膜が暴くバスルームの秘密                                                                                                   | 今井詔二            | 山本邦彦   | 14.4%  |
| 35   | 12月01日       | 放送開始20周年・記念作品 長崎〜横浜 亀が見ていた殺人事件!? 曲がった人差し指と金属アレルギーの謎 | 今井詔二            | 山本邦彦   | 15.5%  |
| 36   | 2013年03月30日 | すべてが1/2の死体の謎…疑惑の女弁護士VS女医！ 綺麗な殺害現場？と3cm足りない髪の秘密 | 今井詔二            | 山本邦彦   | 13.1%  |
| 37   | 11月09日       | パラシュートで舞い降りた美女の死体 復讐殺人？ ミステリーの女王が、女医に残した遺言の“裏の裏” | 今井詔二            | 山本邦彦   | 15.3%  |
| 38   | 2014年10月04日 | 男女の死体は二人で嘘をつく!? 女医が暴く殺人ボールの謎… 復顔！20年前から来た殺人者？ | 今井詔二            | 山本邦彦   | 12.8%  |
| 39   | 10月18日       | 雨の日だけに起きる殺人の謎!? 女医VS美しき気象予報士!! 黒豆と金色の紙片が暴く秘密… | 坂田義和            | 山本邦彦   | 12.1%  |
| 40   | 2015年02月14日 | 娘に捧げる犯罪!? 疑惑の母は警察学校教官!! 女医が暴くタイヤ痕とスケッチブックの秘密 | 今井詔二            | 山本邦彦   | 13.6%  |
| 41   | 11月28日       | 愛人は二度死ぬ…女医の教え子が殺人!? 殺人現場から消えた“変身するカナリア”の謎と ゴム手袋アレルギーが暴く夫婦の秘密!!                                                                                       | 今井詔二            | 長尾啓司   | 10.6%  |
| 42   | 2016年09月10日 | 有名画家は二度死ぬ？女医の歯型とそうめんのビックリ水が完全犯罪を暴く!! コットン骨折と半分の頭蓋骨の意外な関係…                                                                                            | 今井詔二            | 山本邦彦   | 11.5%  |
| 43   | 2017年06月29日 | 法医学者の息子が殺人容疑者に… 爪の模様と固まらない血液が完全犯罪を暴く | 今井詔二            | 山本邦彦   | 10.0%  |
| 44   | 2018年08月12日 | 30年ぶりに再会した元恋人が死を招く!? 3回死んだ美女vs冷やすとオレンジ色になる真犯人の謎!! | 今井詔二 外村朋子   | 山本邦彦   | 09.1%  |
| 45   | 11月18日       | フレンチレストランの女性オーナーの夫が、遺体となって見つかった…！ 謎の所見だらけの遺体…そして被害者には2人の“妻”が…!? あの二宮夫婦に、離婚の危機――!? シリーズ史上最も衝撃的なラストが、2人を待ち受ける…！ | 外村朋子            | 山本邦彦   | 10.7％ |
| 46   | 2019年06月23日 | 早紀がついに“おばあちゃん”に!? 名取裕子vs室井滋vs阿川佐和子…豪華女優陣の捜査バトル!! パワハラ上司への“お仕置き爆弾”が早紀を襲う!?                                                                         | 外村朋子            | 山本邦彦   | 11.7%  |
| 47   | 2020年05月24日 | 30周年記念SP シリーズ集大成！被害者の体内でタピオカがナタデココに変身!? バブル時代の秘蔵写真が暴く殺人トリック… 一馬、最後の捜査へ                                                                        | 外村朋子            | 山本邦彦   | 12.0%  |

- 視聴率はビデオリサーチ調べ、関東地区・世帯・リアルタイム。